# دستینی (ایستگاه فضایی بین‌المللی)
دستینی یا ماژول سرنوشت (انگلیسی: Destiny) که به عنوان آزمایشگاه یو اس هم شناخته می‌شود، واحد تحقیقاتی اصلی آمریکا در ایستگاه برای محموله‌های تحقیقاتی ایالات متحده در ایستگاه فضایی بین‌المللی (ISS) است. دستینی با لنگر انداختن و اتصال به یونیتی در یک دورهٔ پنج روزه در فوریهٔ ۲۰۰۱ فعال شد. ماژول دستینی نخستین ایستگاه تحقیقاتی مداری دائمی ناسا از زمان تخلیه اسکای‌لب در فوریهٔ ۱۹۷۴ بوده‌است.
شرکت بوئینگ ساخت آزمایشگاه تحقیقاتی ۱۴٫۵ تنی (۳۲۰۰۰ پوند) را در سال ۱۹۹۵ در تأسیسات کارخانه مونتاژ میشو و سپس در مرکز پروازهای فضایی مارشال در هانتسویل، آلاباما آغاز کرد. در سال ۱۹۹۸ به مرکز فضایی کندی در فلوریدا فرستاده شد و در اوت ۲۰۰۰ برای آماده‌سازی قبل از پرتاب به ناسا تحویل داده شد. این ماژول در ۷ فوریهٔ ۲۰۰۱ با شاتل فضایی آتلانتیس در STS-98 پرتاب شد.
فضانوردان در داخل تأسیسات با هوای فشرده برای انجام تحقیقات در زمینه‌های علمی گوناگونی کار می‌کنند. دانشمندان در سراسر جهان از نتایج برای تقویت مطالعات خود در پزشکی، مهندسی، بیوتکنولوژی، فیزیک، علم مواد و علوم زمین استفاده خواهند کرد.